# Esquiva de frente
 (mars 2023).
Si vous disposez d'ouvrages ou d'articles de référence ou si vous connaissez des sites web de qualité traitant du thème abordé ici, merci de compléter l'article en donnant les références utiles à sa vérifiabilité et en les liant à la section « Notes et références ».
L’esquiva de frente (litt. « esquive de face », en portugais) est un mouvement d'esquive en capoeira qui consiste à s'abaisser en se penchant vers l'avant dans une position compacte de la base de ginga.

## Technique
- Si la jambe droite est en avant, celle-ci doit être fléchie, la plante du pied entièrement au sol et le tibia perpendiculaire au sol (le genou ne doit surtout pas être plus en avant que le pied).
- Garder le dos droit.
- La jambe gauche est fléchie en arrière, le bassin doit être baissé, le genou gauche plié à 90° environ et orienté vers le sol.
- Le bras gauche protège le visage en se positionnant horizontalement devant le menton, la tête penché vers la droite.
- La main droite est à côté du genou droit, la paume orientée vers le sol.